# برکشر هاتاوی
بِرکشِر هاتاوِی (به انگلیسی: Berkshire Hathaway) شرکت هلدینگ خوشه‌ای چندملیتی آمریکایی است، که در زمینه ارائه خدمات بیمه، مبادلات سهام شرکت‌ها، مدیریت صندوق‌های سرمایه‌گذاری مشترک و صندوق‌های پوشش ریسک، سفته‌بازی، مدیریت ثروت، سرمایه‌گذاری و دارایی فعالیت می‌کند.
ریشه‌های تأسیس برکشر هاتاوی به سال ۱۹۵۵ و ادغام شرکت‌های برکشر و هاتاوی بازمی‌گردد. شرکت برکشر هاتاوی مالکیت اکثریت سهام شرکت‌های تابعه، زیرمجموعه و فرعی فراوانی را در اختیار دارد، که به‌عنوان نمونه می‌توان به شرکت‌های گایکو، دوراسل و مارس اینکورپوریتد اشاره نمود. این شرکت همچنین دارای سهام در شماری از شرکت‌های بزرگ جهان می‌باشد، که مشهورترین آن‌ها شامل گلدمن ساکس، ولز فارگو، بنک آو آمریکا، کرفت هاینز، یو. اس. بانکورپ، میونیک ره، کوکاکولا، پپسی، وال‌مارت، کاستکو، پتروچاینا، اکسان‌موبیل، کونوکو فیلیپس، پروکتر اند گمبل، اپل، جانسون اند جانسون، سانوفی، مودیز، آمریکن اکسپرس، مسترکارت، ویزا کارت، آی‌بی‌ام، دایرکت‌تی‌وی، ورایزن، فاکس قرن ۲۱، یونایتد پارسل سرویس، پوسکو، جان دیر، جنرال موتورز و جنرال الکتریک می‌باشند.
وارن بافت مدیرعاملی و ریاست هیئت مدیره این شرکت را برعهده دارد. چارلی مانگر تا زمان مرگش نایب رئیس هیئت مدیره بود.
در رتبه‌بندی سال ۲۰۱۹ مجله اقتصادی فوربز و در فهرست فوربز جهانی ۲۰۰۰، برکشر هاتاوی در رتبه هشتم از بزرگ‌ترین شرکت‌های جهان قرار گرفت. دفتر مرکزی این شرکت در شهر اوماها، نبراسکا قرار دارد و بخشی از سهام آن در بازار بورس نیویورک معامله می‌شود.

## تاریخچه
ریشه‌های تأسیس برکشر هاتاوی به ادغام چندین شرکت بازمی‌گردد، که در حوزه‌های مختلف فعالیت می‌کردند، ولی هسته مرکزی این شرکت، که از برکشر، ولی فالز و هاتاوی تشکیل می‌شود، همگی در صنعت نساجی اشتغال داشتند. هسته اصلی شرکت برکشر هاتاوی در سال ۱۹۵۵ و در پی ادغام شرکت‌های برکشر و هاتاوی تأسیس شد. برکشر در طول فعالیت به‌عنوان یک شرکت مادرتخصصی، در کسب‌وکارها و شرکت‌های گوناگونی سرمایه‌گذاری کرده‌است، که این شرکت‌ها در حوزه‌های مختلفی چون صنایع غذایی، لوازم خانگی، صنایع نفت و گاز، انتشار روزنامه و دائرةالمعارف‌ها، طراحی و پخش پوشاک، تولید و توزیع برق، خدمات فناوری و ساخت تجهیزات الکتریکی اشتغال دارند.

### برکشر
برکشر، شرکت نساجی و کارخانه تولید پارچه‌های کتان آمریکایی بود، که در سال ۱۹۲۹ از ادغام ولی فالز کمپانی با برکشر کتان میلز، تأسیس شد. شرکت جدید برکشر فاین اسپینینگ اسوشیتز (به‌اختصار برکشر) نام گرفت.

#### برکشر میلز
برکشر میلز، کارخانجات نساجی و تولید پارچه‌های کتان آمریکایی بود، که در سال ۱۸۸۹ توسط خانواده پلانکت، در شهر آدمز، ماساچوست تأسیس شد. در سال ۱۹۱۷ دارایی شرکت برکشر میلز بالغ بر ۲٫۵ میلیون دلار بود، که ۴ کارخانه نساجی با بیش از ۲۶۰ هزار حلقه و دوک نخ‌ریسی و ۶٫۵۰۰ دستگاه بافندگی را شامل می‌شد. این شرکت در سال ۱۹۲۹ ولی فالز کمپانی را خریداری کرد، سپس دو شرکت در هم ادغام شدند، شرکت جدید برکشر نام گرفت.

#### ولی فالز کمپانی
ولی فالز کمپانی، شرکت نساجی آمریکایی بود، که در سال ۱۸۳۹ توسط اولیور چیس، در شهر ولی فالز، رود آیلند تأسیس شد. چیس با مشارکت دو پسرش به نام‌های ساموئل و هارلی، اقدام به توسعه شرکت نساجی خود نمود. تا سال ۱۸۹۵ ولی فالز، با خریداری کارخانه‌هایی چون: البیون میلز، تار-کیلن فکتوری، من‌ویل میلز (در رود آیلند) و کارخانه نساجی موداس (در کنتیکت)، به یکی از بزرگ‌ترین کارخانجات نساجی آمریکا تبدیل شده بود. این شرکت در سال ۱۹۲۹ درپی ادغام با کمپانی برکشر میلز، منحل گردید.

### هاتاوی
هاتاوی، شاخه دیگر از برکشر هاتاوی می‌باشد، که در سال ۱۸۸۸ توسط هوریشیو هاتاوی، در شهر بدفورد جدید، ماساچوست تأسیس شد. این شرکت در سال‌های نخست در زمینه شکار نهنگ و فروش ظروف چینی فعالیت می‌کرد، که این تجارت، سود سرشاری را عاید هاتاوی می‌نمود. پس از جنگ جهانی اول درپی کاهش تقاضای عمومی که حاصل رکود اقتصادی پس از جنگ بود، شرکت هاتاوی وارد صنعت نساجی شد. هاتاوی میلز سال‌های رکود بزرگ را با مدیریت و سرمایه‌گذاری بازرگان آمریکایی؛ سیبوری استانتون، پشت سر گذاشت. این شرکت تا سال ۱۹۵۵ فعالیت مستقل خود را با تمرکز بر صنعت نساجی ادامه داد.

### برکشر هاتاوی
برکشر هاتاوی در سال ۱۹۵۵ از ادغام شرکت‌های برکشر و هاتاوی که هر یک از این دو شرکت، با ادغام کارخانه‌ها و شرکت‌های مختلف، شکل گرفته بودند، راه‌اندازی شد. شرکت ادغامی در مجموع مالک ۱۵ کارخانه نساجی بود، که در زمان ادغام، شمار کارکنان شرکت جدید، بالغ بر ۱۲٫۰۰۰ نفر برآورد می‌شد. شرکت برکشر هاتاوی در سال نخست، درآمدی معادل ۱۲۰ میلیون دلار را کسب نمود. دفتر مرکزی و کارخانه اصلی این شرکت نیز در شهر بدفورد جدید، ماساچوست مستقر گردید. برکشر هاتاوی تا آغاز دهه ۱۹۶۰ تنها در صنعت نساجی فعالیت می‌نمود.

### وارن بافت
در سال ۱۹۶۲ سرمایه‌دار آمریکایی؛ وارن بافت شروع به خریداری سهام شرکت نساجی برکشر هاتاوی نمود. تا سال ۱۹۶۹ او از سهام خریداری شده در این شرکت، به‌طور متوسط، معادل ۳۰٪ درصد سالانه بازگشت سرمایه داشت، آن هم در بازاری که حداکثر سود شرکت‌ها و کارخانجات صنعتی به‌طور میانگین ۷٪ تا ۱۱٪ درصد بود. بافت به‌طور عادی در شرکت‌هایی که ارزش، قیمت و نسبت پی/ای پایین، اما پتانسیل بالا و رشد در بلندمدت داشتند، سرمایه‌گذاری نمود. شناسایی چنین شرکت‌هایی غالباً بخش سخت کار است. یکی از سرمایه‌گذاری‌های اولیه وارن بافت در آمریکن اکسپرس بود.
بافت ابتدای سرمایه‌گذاری‌اش در شرکت برکشر هاتاوی، دارایی‌های بخش نساجی آن را فروخت، اما نام تجاری شرکت را حفظ نمود و زمانی‌که موفق شد اکثریت سهام این شرکت را در اختیار بگیرد، ماهیت شرکت را به یک شرکت سرمایه‌گذاری تغییر داد. در سال ۲۰۰۳ شرکت برکشر هاتاوی مالک حدود ۴۰ شرکت با ۱۵۰٫۰۰۰ کارمند بود. ارزش واقعی‌ای که توسط شرکت‌هایی که برکشر هاتاوی مالک آن‌ها است، تولید شده، از سرمایه‌گذاری‌های بازار سهام بیشتر است، هر چند مالکیت سهام برکشر در شرکت‌هایی مثل کوکاکولا و ژیلت، توجه بیشتری از عدم موفقیت شرکت‌های تکنولوژیکی را به خود جلب می‌کنند. همچنین باید اشاره کرد، که سرمایه‌گذاری‌های این شرکت نیز گاهی هم کمتر موفق بوده‌اند.
شرکت برکشر هاتاوی همچنین مالک شرکت‌های بیمه‌ای که جریان وجه نقد رایگان زیادی تولید می‌کنند، می‌باشد. این شرکت‌ها، یکی از منابع تأمین وجوهی است، که وارن بافت به زیرمجموعه‌های برکشر هاتاوی تخصیص داده و از درآمد حاصل از آنها، برای خریداری سهام شرکت‌های جدید استفاده می‌کند. تحت رهبری بافت، برای ۴۰ سال برکشر هاتاوی از الگوها و خط‌کش‌های بازارهای بورس مانند اس اند پی ۵۰۰ و میانگین صنعتی داو جونز هم بهتر عمل کرده‌است.

## بازار بورس
در تاریخ ۴ ژانویه ۲۰۱۳ شرکت برکشر هاتاوی به ارزش هر سهم معادل ۱۴۰٫۸۰۳ دلار، بر پایه ارزش بازار سرمایه، به‌عنوان با ارزش‌ترین شرکت فعال در بازار بورس نیویورک شناخته‌شد. در ۲۳ اکتبر ۲۰۰۶ سهام این شرکت به ازای هر سهم، معادل ۱۰۰٫۰۰۰ دلار بسته‌شد، که برای نخستین بار بود که از مرز ۱۰۰ هزار دلار برای هر سهم عبور کرد.

## سرمایه‌گذاری
شرکت‌های دارای بالاترین میزان ارزش بازار سرمایه، که برکشر هاتاوی در آن‌ها سرمایه‌گذاری نموده، در فهرست زیر درج شده‌است. اعداد درون پرانتز، میزان مالکیت سهام برکشر هاتاوی را در این شرکت‌ها نشان می‌دهد.
- کرفت هاینز (۲۶٫۷٪)
- آمریکن اکسپرس (۱۸٫۸٪)
- بنک آو آمریکا (۱۱٫۹٪)
- شرکت کوکاکولا (۹٫۳٪)
- مودیز (۱۱٫۵٪)
- ولز فارگو (۹٫۲٪)
- دایرکت‌تی‌وی (۶٫۲٪)
- اپل (۵٫۵۶٪)
- گلدمن ساکس (۲٫۸٪)
- آی‌بی‌ام (۷٫۸٪)
- وال‌مارت (۱٫۸٪)
- اکسان‌موبیل (۰٫۹٪)
- میونیک ره (۱۱٫۲٪)
- فیلیپس ۶۶ (۱۱٫۳٪)
- پروکتر اند گمبل (۱٫۹٪)
- سانوفی (۱٫۷٪)
- تسکو (۳٫۷٪)
- یو.اس. بانکورپ (۵٫۳٪)
- بانک نیویورک ملون (۱٫۹٪)
- کاستکو (۰٫۹٪)
- مسترکارت (۰٫۴٪)
- ویزا کارت (۰٫۱٪)
- ورایزن (۰٫۳٪)
- فاکس قرن ۲۱ (۰٫۲٪)
- یونایتد پارسل سرویس (۰٫۱٪)
- جان دیر (۵٫۴٪)
- جانسون اند جانسون (۰٫۱٪)
- سانکور انرژی (۱٫۵٪)
- موندلیز (۰٫۴٪)
- ویاکوم (۲٫۱٪)
- وری‌ساین (۱۱٫۱٪)
- پوسکو (۴٫۵٪)
- پتروچاینا (۵٫۶٪)
- جنرال الکتریک (۰٫۱٪)
- جنرال موتورز (۲٫۵٪)

## سهامداران
در ۱ ژوئیه ۲۰۱۰ وارن بافت مدیرعامل و رئیس هیئت مدیره برکشر هاتاوی، با در اختیار داشتن ۳۲٪ درصد از سهام این شرکت، بزرگ‌ترین سهام‌دار آن محسوب می‌شود. چارلی مانگر قائم مقام و نایب رئیس هیئت مدیره این شرکت نیز با دارا بودن ۲۳٪ درصد از سهام برکشر، به عنوان دومین سهام‌دار شرکت شناخته می‌شود. شرکت سرمایه‌گذاری کس‌کید که متعلق به بیل گیتس است نیز مالک ۵٪ از سهام برکشر هاتاوی می‌باشد.

## مدیریت ارشد

### مدیران اجرایی
وارن بافت که هم‌اکنون سومین فرد ثروتمند جهان است، به‌عنوان مدیر عامل اجرایی شرکت برکشر هاتاوی فعالیت می‌کند. چارلی مانگر نیز قائم مقام مدیرعامل و مدیر عملیات این شرکت می‌باشد. از مدیران ارشد اجرایی برکشر هاتاوی، می‌توان به هاوارد گراهام بافت فرزند وارن بافت اشاره نمود.

### هیئت مدیره
هیئت مدیره برکشر هاتاوی از افراد زیر تشکیل شده‌است:
- وارن بافت: رئیس هیئت مدیره
- چارلی مانگر: نایب رئیس هیئت مدیره
- بیل گیتس
- والتر اسکات جونیور
- توماس اس. مورفی
- هاوارد گراهام بافت
- رونالد اولسن
- دیوید گاتسمن
- سوزان دکر
- استیو برک
- مریل ویتمار